# SSBP3
SSBP3 (англ. Single stranded DNA binding protein 3) – білок, який кодується однойменним геном, розташованим у людей на короткому плечі 1-ї хромосоми.  Довжина поліпептидного ланцюга білка становить 388 амінокислот, а молекулярна маса — 40 421.
| 10         |  | 20         |  | 30         |  | 40         |  | 50         |
| ---------- |  | ---------- |  | ---------- |  | ---------- |  | ---------- |
| MFAKGKGSAV |  | PSDGQAREKL |  | ALYVYEYLLH |  | VGAQKSAQTF |  | LSEIRWEKNI |
| TLGEPPGFLH |  | SWWCVFWDLY |  | CAAPERRDTC |  | EHSSEAKAFH |  | DYSAAAAPSP |
| VLGNIPPNDG |  | MPGGPIPPGF |  | FQGPPGSQPS |  | PHAQPPPHNP |  | SSMMGPHSQP |
| FMSPRYAGGP |  | RPPIRMGNQP |  | PGGVPGTQPL |  | LPNSMDPTRQ |  | QGHPNMGGSM |
| QRMNPPRGMG |  | PMGPGPQNYG |  | SGMRPPPNSL |  | GPAMPGINMG |  | PGAGRPWPNP |
| NSANSIPYSS |  | SSPGTYVGPP |  | GGGGPPGTPI |  | MPSPADSTNS |  | SDNIYTMINP |
| VPPGGSRSNF |  | PMGPGSDGPM |  | GGMGGMEPHH |  | MNGSLGSGDI |  | DGLPKNSPNN |
| ISGISNPPGT |  | PRDDGELGGN |  | FLHSFQNDNY |  | SPSMTMSV   |  |            |

A: Аланін

C: Цистеїн

D: Аспарагінова кислота

E: Глутамінова кислота

F: Фенілаланін

G: Гліцин

H: Гістидин

I: Ізолейцин

K: Лізин

L: Лейцин

M: Метіонін

N: Аспарагін

P: Пролін

Q: Глутамін

R: Аргінін

S: Серин

T: Треонін

V: Валін

W: Триптофан

Кодований геном білок за функцією належить до фосфопротеїнів. 
Задіяний у таких біологічних процесах як транскрипція, регуляція транскрипції, ацетиляція, альтернативний сплайсинг. 
Білок має сайт для зв'язування з ДНК. 
Локалізований у ядрі.